# Bavaria (bier)
Bavaria is een Nederlands biermerk dat gevoerd wordt door Royal Swinkels. Het merk is geïntroduceerd toen de drie gebroeders Frans, Piet en Jan van de vijfde generatie Swinkels in 1924 de firma "Gebroeders Swinkels" oprichtten. Zij verplaatsten het brouwhuis waarin tot dan toe bier geproduceerd werd naar een nieuw gebouwde brouwerij, die de naam "Bavaria" aannam. Deze naam is een verwijzing naar het "Beiersch bier", zoals ondergistend of pilsener bier toen vaak werd genoemd.

## Soorten
Royal Swinkels produceert in de Brouwerij Bavaria te Lieshout meerdere typen Bavaria-bier, met en zonder alcohol.
Alcoholhoudende bieren:
- Bavaria Premium Pilsener – 5%
- Bavaria Premium – 3,3%
- Bavaria Bok Bier – 6,5%
- Bavaria Oud Bruin – 3%
- Bavaria Radler Grapefruit – 2%
- Bavaria Radler Lemon – 2%

Alcoholvrije bieren:
- Bavaria 0,0% Original
- Bavaria 0,0% Wit
- Bavaria 0,0% Fruity Rosé
- Bavaria 0,0% Radler Lemon